# Leptophion cheesmanae
Leptophion cheesmanae là một loài tò vò trong họ Ichneumonidae.